# Odznaka honorowa „Zasłużonemu Działaczowi ORMO”
Odznaka honorowa „Zasłużonemu Działaczowi ORMO”, do 1987 Specjalna odznaka ORMO – polskie odznaczenie resortowe okresu PRL, nadawane dla uhonorowania zasłużonych działaczy ORMO.
Odznaka ma dwie wersje, wczesna zawieszona jest na przywieszce, późniejsza odmiana posiada wstążkę.
Odznaka jest pozłacana, w kształcie okręgu o średnicy 32 mm, zawieszona na wstążce (40 mm) o barwach: dwa boczne błękitne paski (12 mm), dwa paski białe położone w centralnej części (5 mm) oraz centralnie położony pasek czerwony (6 mm). Na odznace widnieje napis ZASŁUŻONEMU DZIAŁACZOWI / ORMO. Napis ORMO znajduje się w centralnej części na niebieskim tle.
Odznaka została zniesiona Ustawą z dnia 23 listopada 1989 r. o rozwiązaniu Ochotniczej Rezerwy Milicji Obywatelskiej.